# 瓦尔斯-阿利耶尔和里塞
瓦尔斯-阿利耶尔和里塞（法語：Varces-Allières-et-Risset，法語發音：[vaʁs aljɛʁ e ʁisɛ]）是法国伊泽尔省的一个市镇，位于该省中南部，属于格勒诺布尔区。

## 历史
瓦尔斯（Varces）、阿利耶尔（Allières）和里塞（Risset）三个市镇于1792年成立。1794年，阿利耶尔与里塞两市镇合并为一个市镇——阿利耶尔和里塞（Allières-et-Risset）。1955年，市镇瓦尔斯与阿利耶尔和里塞合并为今天的瓦尔斯-阿利耶尔和里塞（Varces-Allières-et-Risset）。

## 地理
瓦尔斯-阿利耶尔和里塞（45°5'12"N, 5°40'55"E）面积20.88 平方千米，位于法国奥弗涅-罗讷-阿尔卑斯大区伊泽尔省，该省份为法国东南部内陆省份，北起顺时针与安省、萨瓦省、上阿尔卑斯省、德龙省、阿尔代什省、卢瓦尔省和罗讷省。
与瓦尔斯-阿利耶尔和里塞接壤的市镇（或旧市镇、城区）包括：尚帕尼耶、德拉克河畔尚、克莱、朗斯昂韦科尔、勒蓬德克莱、圣保罗德瓦尔斯、维夫。
瓦尔斯-阿利耶尔和里塞的时区为UTC+01:00、UTC+02:00（夏令时）。

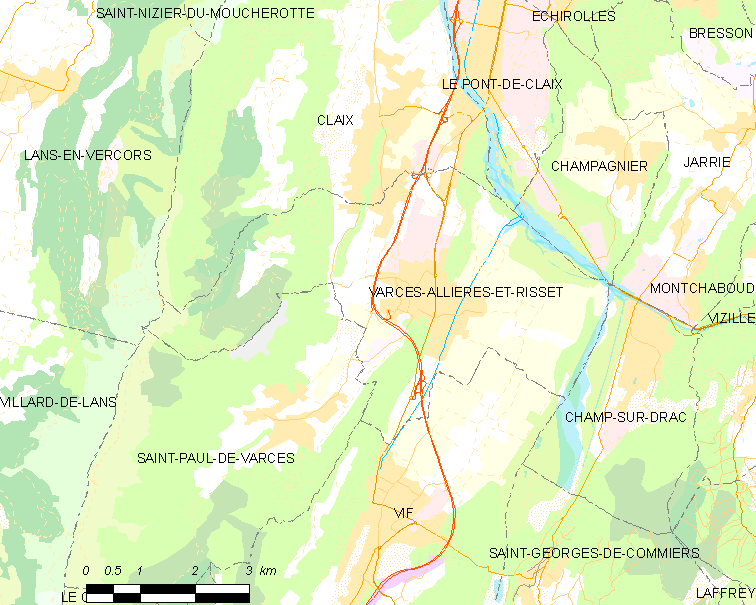
瓦尔斯-阿利耶尔和里塞的OSM定位图

## 行政
瓦尔斯-阿利耶尔和里塞的邮政编码为38760，INSEE市镇编码为38524。

## 政治
瓦尔斯-阿利耶尔和里塞所属的省级选区为勒蓬德克莱县。

## 人口
瓦尔斯-阿利耶尔和里塞于2022年1月1日时的人口数量为8314人。

1962-2008年间瓦尔斯-阿利耶尔和里塞人口变化图示